# سيدني بواتييه
السير سيدني بواتييه (20 فبراير 1927 - 6 يناير 2022)؛ ممثل أمريكي باهامي، يعد من رواد الأمريكيين الأفارقة الذين اخترقوا أجواء السينما الأمريكية وهوليوود ضد أجواء التعصب العرقي. سيدني بواتييه كان من بين أول الأمريكيين الأفارقة الذين حازوا على جائزة الأوسكار الأمريكية. من أهم أدواره في حياته الفنية المبكرة هو فيلم «خمن من سيأتي للعشاء» ومثل في عقد التسعينات فيلما عن حياة المناضل الأفريقي نيلسون مانديلا. وقد حصل أيضا عام 1999 على الترتيب 22 لأفضل ممثلي السينما الأمريكية على الإطلاق عبر 100 عام وذلك ضمن فعاليات يقوم بها معهد الفيلم الأمريكي.

## نشأته المبكرة
كان سيدني بواتييه الطفل الأصغر بين أخوته السبعة، لوالديه إيفيلين وريغينالد جيمس بويتير، مزارعان من جزر البهاما، وكانا يملكان مزرعة في جزيرة كات. كانت العائلة تسافر إلى ميامي لبيع الطماطم وغيرها من المنتجات. عمل ريغينالد كسائق سيارة أجرة في ناساو، جزر البهاما. ولد بواتييه في ميامي أثناء زيارة والديه لها، قبل شهرين تمامًا من موعده ولم يكن من المتوقع أن يعيش، لكن والديه بقيا في ميامي لثلاثة أشهر للعناية بصحته. نشأ بواتييه في جزر البهاما، ثم في المستعمرة الملكية. وبسبب ولادته في الولايات المتحدة، كانت الجنسية الأمريكية تحق له تلقائيًا.
كان عمه يعتقد أن أسلاف بواتييه من جهة والده هاجروا من هايتي، وربما كانوا من العبيد الهاربين الذين أسسوا مجتمعات المارون في جميع أنحاء جزر البهاما، بما في ذلك جزيرة كات. أشار إلى أن بواتييه اسم فرنسي، وأنه لم يكن هناك أي شخص أبيض يحمل هذا الاسم في جزر البهاما. ومع ذلك، كان هناك شخص أبيض من عائلة بواتييه في جزيرة كات، إذ جاء الاسم من تشارلز ليونارد بواتييه من التراث الإنجليزي الذي هاجر من جامايكا في أوائل عام 1800. كان لدى زوجته في عام 1834، في جزيرة كات 86 من العبيد -39 رجلاً و 47 امرأة. احتفظ العبيد باسم بواتييه، وهو الاسم الذي أُدخل إلى إنجلترا خلال غزو نورمان لإنجلترا في القرن الحادي عشر.
عاش بواتييه مع أسرته في جزيرة كات حتى أصبح عمره 10 سنوات، ثم انتقلوا إلى ناساو. وهناك تعرف على العالم الحديث، إذ رأى سيارته الأولى، وجرّب لأول مرة الكهرباء والسباكة والتبريد والصور المتحركة. نشأ سيدني تحت رعاية الكنيسة الكاثوليكية الرومانية لكنه أصبح لاحقًا لاأدريًا بوجهات نظر ربوبية.
أُرسل في سن 15، إلى ميامي للعيش مع عائلة شقيقه الكبيرة. وفي سن 16 انتقل إلى مدينة نيويورك وعمل في سلسلة من الوظائف مثل غسل الصحون. كان يجلس معه نادل كل ليلة لعدة أسابيع لمساعدته على تعلم قراءة الصحف. في نوفمبر 1943، زوّر عمره وجُنّد في الجيش خلال الحرب العالمية الثانية. عُيّن في مستشفى وزارة شؤون المحاربين القدامى في نورثبورت، نيويورك، ودُرّب على العمل مع المرضى النفسيين. أصبح بويتير منزعجًا من الطريقة التي يُعالج بها المستشفى مرضاه وكيف تُزيّف الأمراض العقلية للحصول على إعفاءات. اعترف بواتييه لطبيبه النفسي أنه زيّف مرضه، لكن الطبيب كان متعاطفًا معه ومنحه إعفاء بموجب المادة 8 من لوائح الجيش في ديسمبر من عام 1944.
عمل في غسل الصحون بعد مغادرته الجيش، إلى أن نجح في تجربة أداء على مسرح الزنوج الأمريكي.

## هوليوود

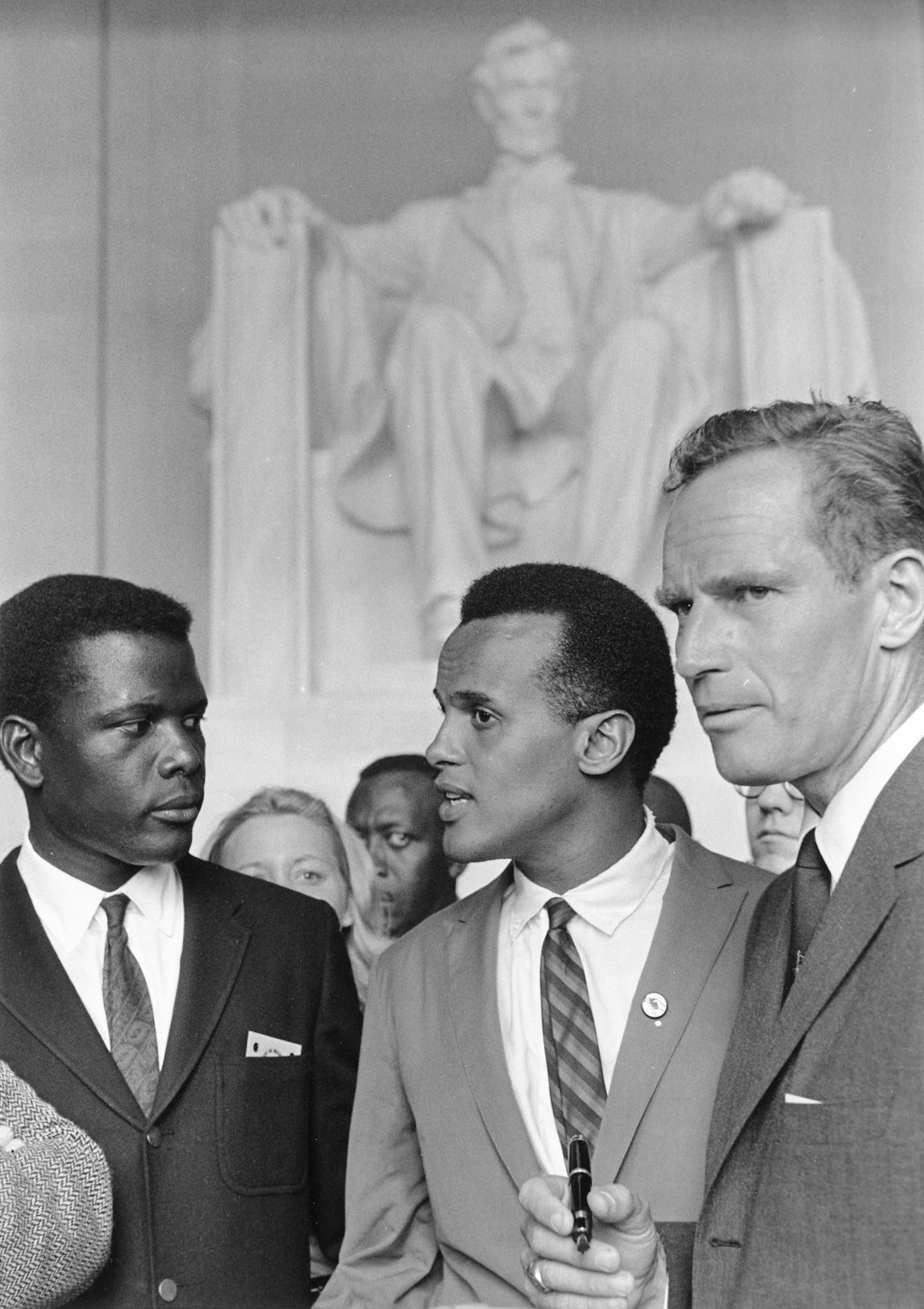
مسيرة الحقوق المدنية في بواتييه بيلافونتي هيستون عام 1963

### التمثيل
انضم بواتييه إلى مسرح الزنوج في أمريكا الشمالية، لكنه رُفض من قبل الجماهير. وعلى العكس مما كان متوقعًا من الممثلين السود في ذلك الوقت، منعه مرض عمه الموسيقى من الغناء. أمضى سيدني الأشهر الستة المقبلة مكرسًا نفسه لتحقيق النجاح المسرحي وعازمًا على صقل مهاراته في التمثيل والتخلص من لهجته البهامية الملحوظة. وأثناء محاولته المسرحية الثانية، لوحظ بصورة أكبر، ومُنح دورًا رئيسيًا في مسرحية ليسستراتي من إنتاج مسرح برودواي، ورغم أنها استمرت أربعة أيام فاشلة، إلا أنه تلقى بسببها دعوة إلى فيلم آنا لوكا.
كان عليه أن يختار بحلول أواخر عام 1949، ما بين لعب الأدوار الرئيسية على المسرح أو القبول بعرض العمل مع داريل فرانسيس زانوك في فيلم «لا مخرج» (1950). وقد أُخذ أداؤه في هذا الفيلم كطبيب يعالج قوقازيًا متعصبًا (الذي لعبه ريتشارد ويدمارك) بعين الاعتبار، وأدى إلى حصوله على مزيد من الأدوار، وكل منها كان أكثر إثارة للاهتمام وأكثر بروزًا من أولئك الممثلين الأميركيين من أصول أفريقية في ذلك الوقت.

## وفاته
توفي سيدني بواتييه في لوس أنجلوس بولاية كاليفورنيا حيث يقيم بتاريخ 6 يناير 2022 عن عمر ناهز 94 عامًا.

## وصلات خارجية
- سيدني بواتييه على موقع IMDb (الإنجليزية)
- سيدني بواتييه على موقع الموسوعة البريطانية (الإنجليزية)
- سيدني بواتييه على موقع روتن توميتوز (الإنجليزية)
- سيدني بواتييه على موقع مونزينجر (الألمانية)
- سيدني بواتييه على موقع ألو سيني (الفرنسية)
- سيدني بواتييه على موقع ميوزك برينز (الإنجليزية)
- سيدني بواتييه على موقع تيرنر كلاسيك موفيز (الإنجليزية)
- سيدني بواتييه على موقع أول موفي (الإنجليزية)
- سيدني بواتييه على موقع بوكس أوفيس موجو (الإنجليزية)
- سيدني بواتييه على موقع قاعدة بيانات برودواي على الإنترنت (الإنجليزية)